# یوجی‌آی
یوجی‌آی (انگلیسی: UGI) شرکت انرژی آمریکایی است، که در سال ۱۹۶۴ تأسیس شد.